# 丹尼爾斯山
丹尼爾斯山（英語：Daniels Hill）是南極洲的山峰，位於帕爾默地，處於克利福德冰川以西30公里的戴耶高原東部，在1974年由美國地質調查局繪入地圖，以該國研究隊的生物學家命名，現時由南極條約體系管理。